# Muncq-Nieurlet
Muncq-Nieurlet est une commune française située dans le département du Pas-de-Calais en région Hauts-de-France. Ses habitants sont appelés les Monchiniverlais. La commune est membre de la communauté de communes de la Région d'Audruicq.
En 2023, la commune est signataire de la charte du parc naturel régional des Caps et Marais d'Opale dont elle devient la 154e commune.

## Géographie

### Localisation
Localisée dans le nord du département du Pas-de-Calais, Muncq-Nieurlet est une commune située, à vol d'oiseau, à 4 km au sud-est de la commune d'Audruicq et à 21 km au sud-est de la commune de Calais (chef-lieu d'arrondissement).
Le territoire de la commune est limitrophe de ceux de sept communes.
Les communes limitrophes sont Sainte-Marie-Kerque, Bayenghem-lès-Éperlecques, Éperlecques, Nordausques, Polincove, Recques-sur-Hem et Ruminghem.

### Géologie et relief
La superficie de la commune est de 11,44 km2 ; son altitude varie de 1  à   97 m.

### Hydrographie
Le territoire de la commune, situé dans le bassin Artois-Picardie, est traversé par trois cours d'eau : 
- le Tiret, d'une longueur de 9,54 km, qui prend sa source dans la commune de Polincove et se jette dans l'Aa canalisée au niveau de la commune[4] ;
- la rivière le Robecq, d'une longueur de 3,65 km, qui prend sa source dans la commune de Ruminghem et se jette dans le Tiret au niveau de la commune de Polincove[5] ;
- la Motte Obin, cours d'eau naturel non navigable de 2,81 km, qui prend sa source dans la commune d'Éperlecques et se jette dans le Tiret au niveau de la commune de Ruminghem[6].

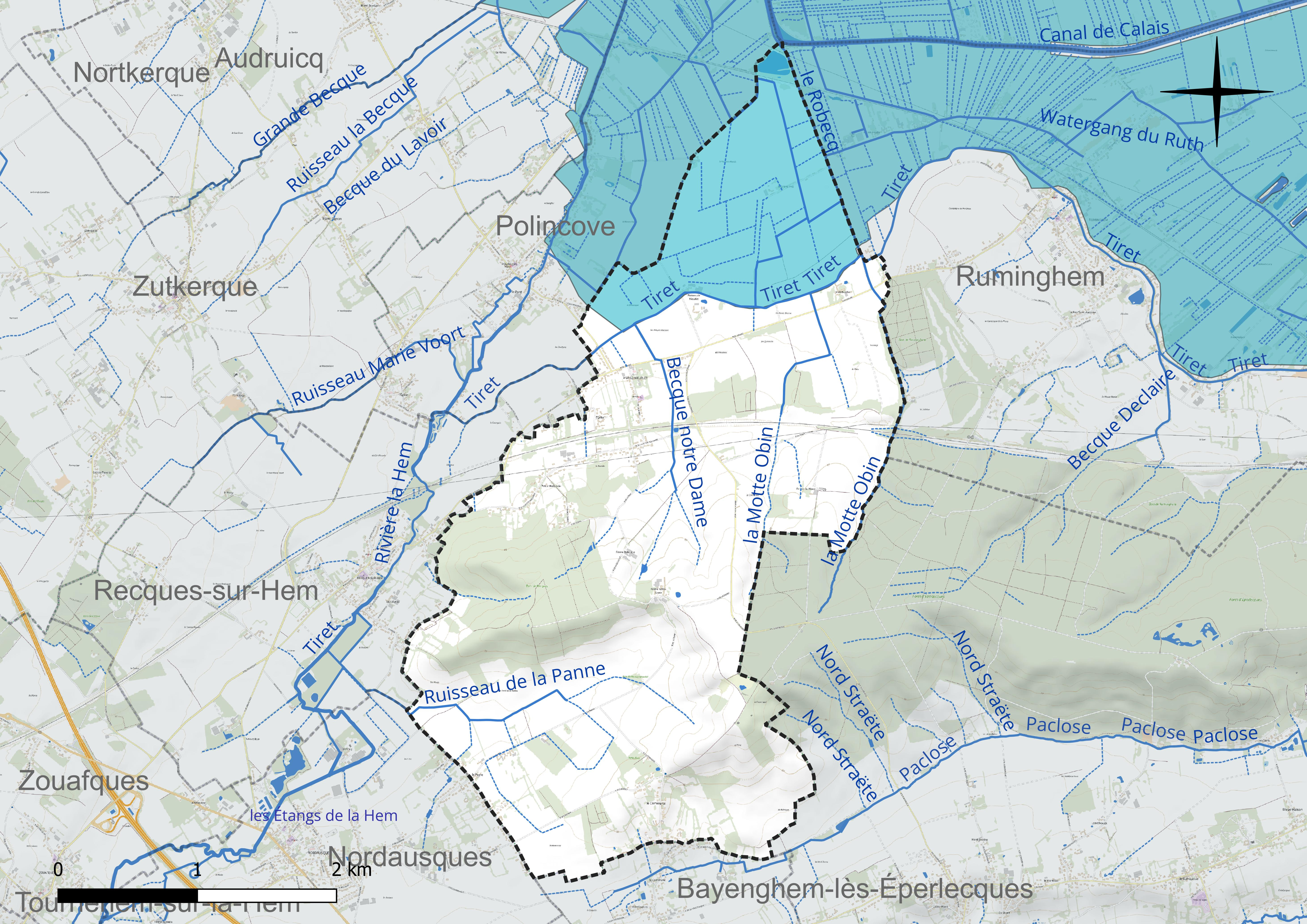
Réseau hydrographique de Muncq-Nieurlet.

### Climat
Pour des articles plus généraux, voir Climat des Hauts-de-France et Climat du Nord-Pas-de-Calais.
En 2010, le climat de la commune est de type climat océanique franc, selon une étude du CNRS s'appuyant sur une série de données couvrant la période 1971-2000. En 2020, Météo-France publie une typologie des climats de la France métropolitaine dans laquelle la commune est exposée à un climat océanique et est dans la région climatique Côtes de la Manche orientale, caractérisée par un faible ensoleillement (1 550 h/an) ; forte humidité de l’air (plus de 20 h/jour avec humidité relative > 80 % en hiver), vents forts fréquents.
Pour la période 1971-2000, la température annuelle moyenne est de 10,5 °C, avec une amplitude thermique annuelle de 13,5 °C. Le cumul annuel moyen de précipitations est de 829 mm, avec 12,5 jours de précipitations en janvier et 7,8 jours en juillet. Pour la période 1991-2020, la température moyenne annuelle observée sur la station météorologique la plus proche, située sur la commune de Watten à 7 km à vol d'oiseau, est de 11,3 °C et le cumul annuel moyen de précipitations est de 822,8 mm,. Pour l'avenir, les paramètres climatiques de la commune estimés pour 2050 selon différents scénarios d'émission de gaz à effet de serre sont consultables sur un site dédié publié par Météo-France en novembre 2022.

### Paysages
Pour un article plus général, voir Paysage en France.
La commune s'inscrit dans les « paysages des coteaux calaisiens et du pays de Licques » tels qu'ils sont définis dans l'atlas de paysages de la région Nord-Pas-de-Calais, conçu par la direction régionale de l'Environnement, de l'Aménagement et du Logement (DREAL),.
Ces « paysages des coteaux calaisiens et du pays de Licques » concernent 56 communes du Pas-de-Calais. Ces paysages s'étendent sur environ 30 km de long (est-ouest) et 15 km de large (nord-sud) et présentent deux sous-ensembles : les coteaux calaisiens au nord et le pays de Licques au sud. Les altitudes de ces paysages varient de 206 m dans le Pays de Licques, à 120 m dans l’ouest des coteaux Calaisiens, près de Guînes, et à 10 m dans l'est, près d'Audruicq.
Ces paysages recouvrent trois entités écopaysagères : les collines guînoises qui constituent le rebord septentrional de l'Artois, l'entité de Bredenarde qui appartient à la plaine maritime flamande, et la cuvette de Licques. Ils sont constitués de 59,70 % de cultures, de 17,30 % de forêts, de 15,11 % de prairies naturelles, permanentes, de 7,45 % d'espaces artificialisés, avec les quatre principales communes que sont Audruicq, Ardres, Guînes et Licques, de 0,27 % d'industries, et de 0,18 % de cours d'eau et plan d'eau.
Les éléments structurants de ces paysages sont la LGV Nord et l'A26, la rivière la Hem qui coule du sud vers le nord-est, les escarpements sur les coteaux du Calaisis et autour du pays de Licques et, d'ouest en est, les différents boisements comme la forêt de Guînes, le bois de l'Abbaye, la forêt de Tournehem et une partie de la forêt d'Éperlecques.

### Milieux naturels et biodiversité

#### Espace protégé et géré
La protection réglementaire est le mode d’intervention le plus fort pour préserver des espaces naturels remarquables et leur biodiversité associée.
Dans ce cadre, la commune, en 2023, signataire de la charte du parc naturel régional des Caps et Marais d'Opale dont elle devient la 154e commune adhérente, fait partie du parc dont la superficie est de 132 499 ha réparties sur 154 communes et qui est géré par le syndicat mixte d'aménagement et de gestion du parc naturel régional des Caps et Marais d'Opale.
En 2023, la commune est signataire de la charte du parc naturel régional des Caps et Marais d'Opale dont elle devient la 154e commune.

#### Zones naturelles d'intérêt écologique, faunistique et floristique
L’inventaire des zones naturelles d'intérêt écologique, faunistique et floristique (ZNIEFF) a pour objectif de réaliser une couverture des zones les plus intéressantes sur le plan écologique, essentiellement dans la perspective d’améliorer la connaissance du patrimoine naturel national et de fournir aux différents décideurs un outil d’aide à la prise en compte de l’environnement dans l’aménagement du territoire.
Le territoire communal comprend une ZNIEFF de type 1 : la forêt d'Éperlecques et ses lisières, d’une superficie de 2 440 ha et d'une altitude variant de 12  à   94 m. Cette ZNIEFF souligne les premières ondulations des collines crayeuses de l’Artois. La forêt d’Eperlecques et les bois environnant occupent ces collines.
et une ZNIEFF de type 2 : le complexe écologique du marais Audomarois et de ses versants, d’une superficie de 12 177 ha et d'une altitude variant de 2  à   94 m. Cette ZNIEFF est un élément de la dépression préartésienne, drainé par l’Aa, le marais Audomarois est un golfe de basses terres bordé à l’Ouest par la retombée crayeuse de l’Artois et à l’Est par les collines argileuses de la Flandre intérieure.

Carte des ZNIEFF de type 1 et 2 sur la commune
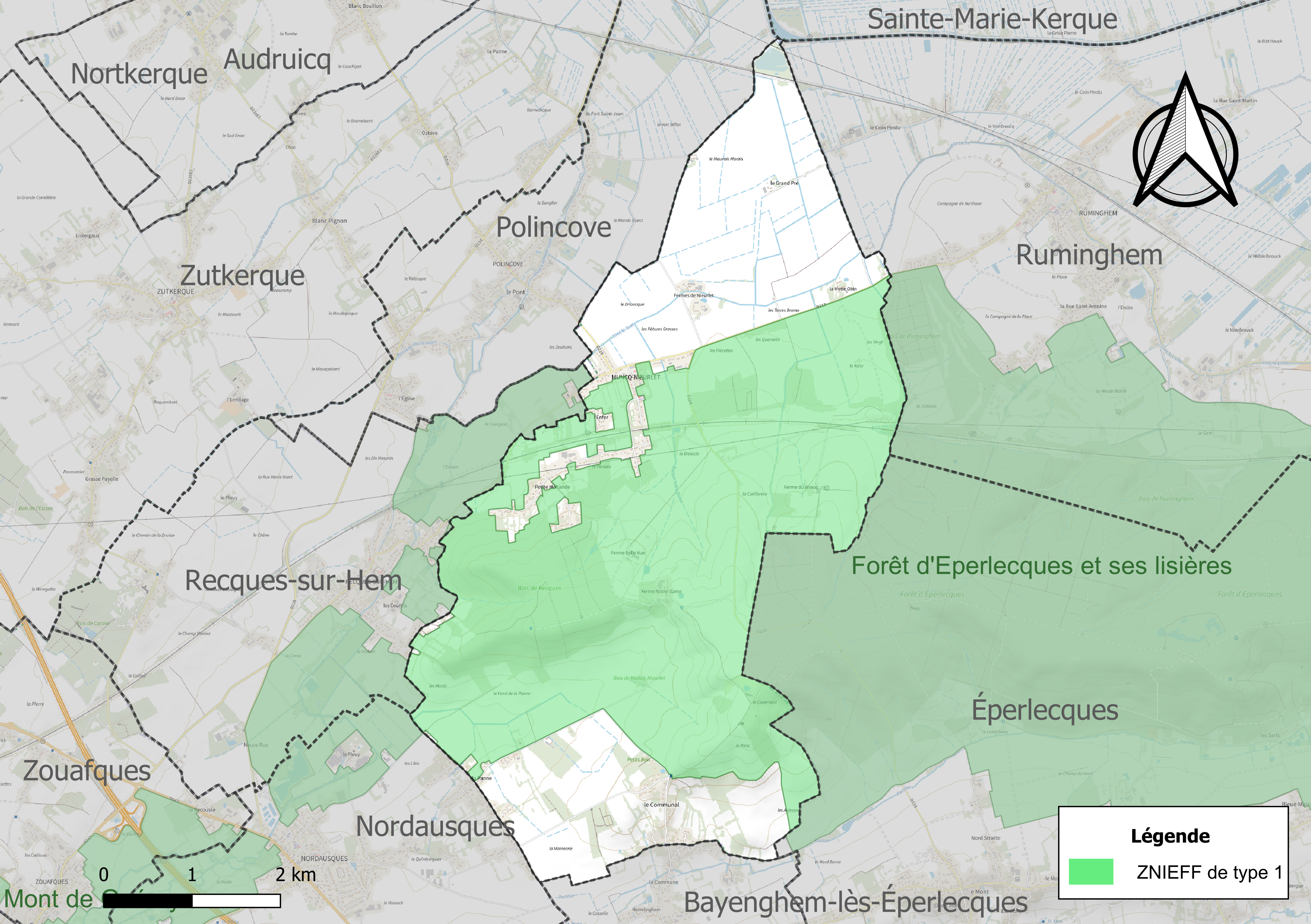
Carte de la ZNIEFF de type 1 sur la commune.
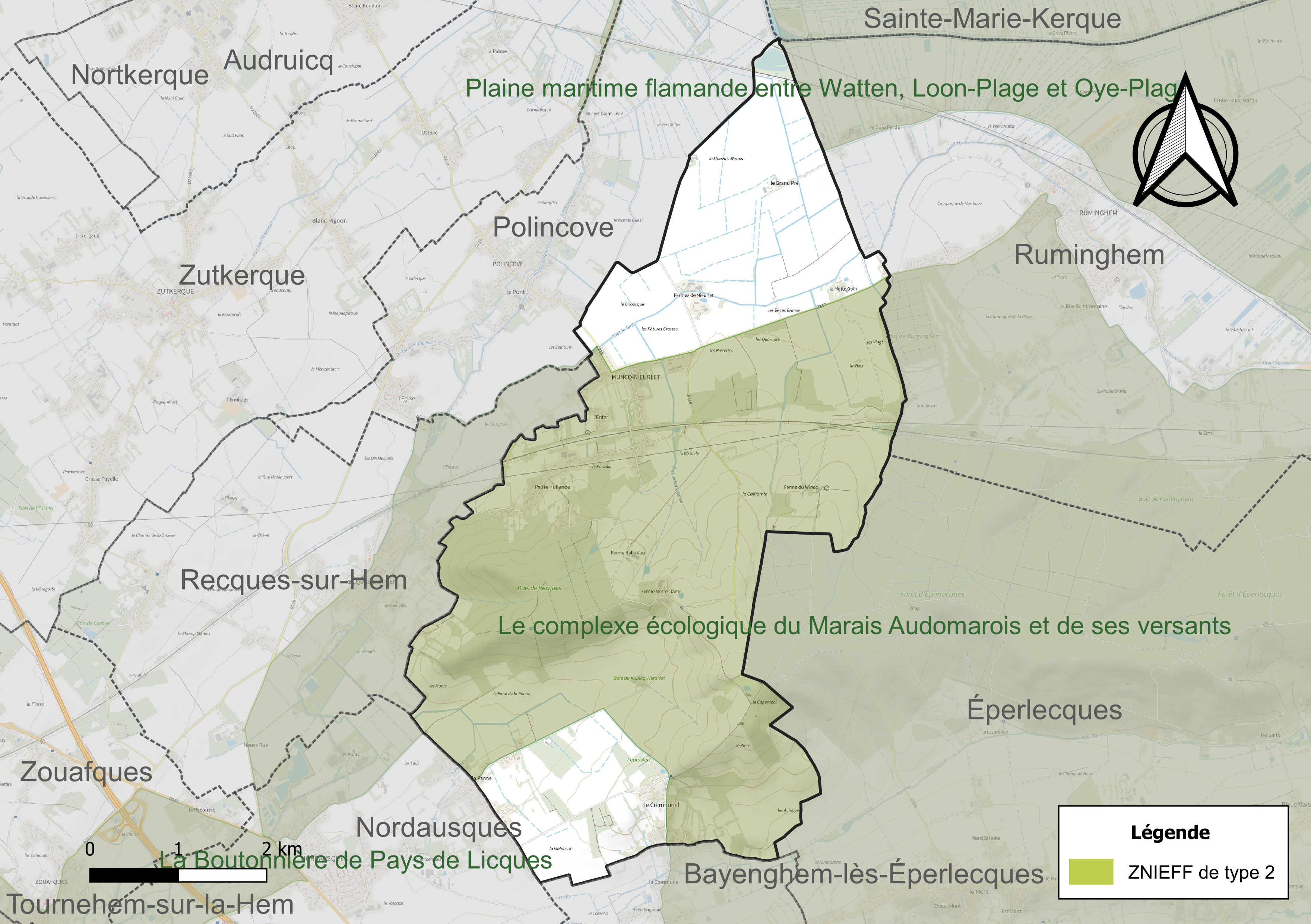
Carte de la ZNIEFF de type 2 sur la commune.

#### Espèces faunistiques et floristiques
L’Inventaire national du patrimoine naturel (INPN) recense plusieurs espèces faunistiques et floristiques sur le territoire de la commune dont certaines sont protégées et d’autres menacées et quasi-menacées.

## Urbanisme

### Typologie
Au 1er janvier 2024, Muncq-Nieurlet est catégorisée bourg rural, selon la nouvelle grille communale de densité à sept niveaux définie par l'Insee en 2022.
Elle est située hors unité urbaine et hors attraction des villes,.

### Occupation des sols
L'occupation des sols de la commune, telle qu'elle ressort de la base de données européenne d’occupation biophysique des sols Corine Land Cover (CLC), est marquée par l'importance des territoires agricoles (87,4 % en 2018), une proportion identique à celle de 1990 (87,4 %). La répartition détaillée en 2018 est la suivante : 
terres arables (74,3 %), prairies (13,1 %), forêts (12,6 %). L'évolution de l’occupation des sols de la commune et de ses infrastructures peut être observée sur les différentes représentations cartographiques du territoire : la carte de Cassini (XVIIIe siècle), la carte d'état-major (1820-1866) et les cartes ou photos aériennes de l'IGN pour la période actuelle (1950 à aujourd'hui).

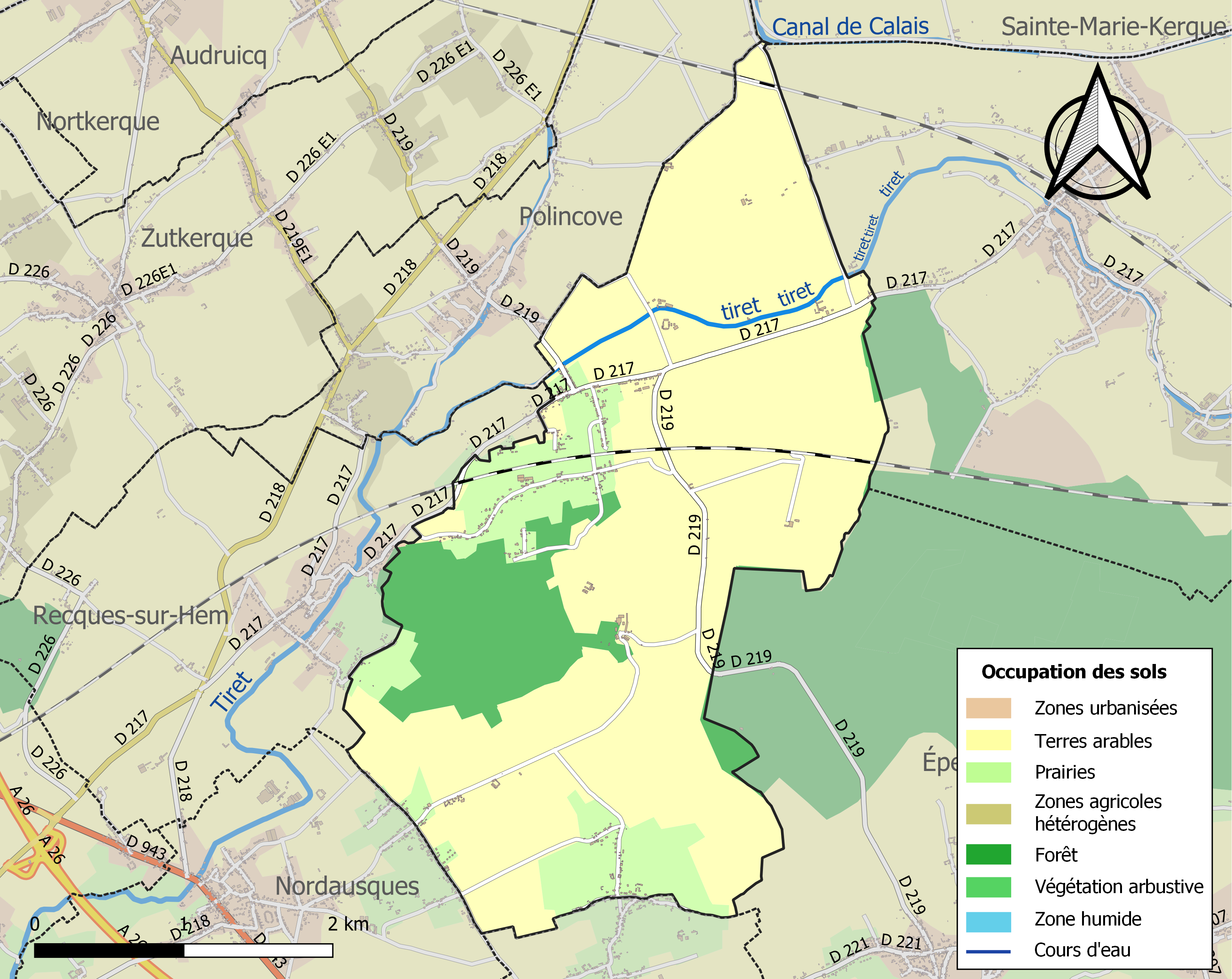
Carte des infrastructures et de l'occupation des sols de la commune en 2018 (CLC).

### Risques naturels et technologiques

#### Risque inondation
À la suite du passage des tempêtes Ciarán, Domingos et Elisa et des inondations et coulées de boue qui se sont produites, la commune est reconnue, par arrêté du 14 novembre 2023, en état de catastrophe naturelle pour inondations et coulées de boue sur la période du 2 au 12 novembre 2023, comme 179 autres communes du département.

## Toponymie
Le nom de la localité est attesté sous les formes Moncque-Nieverleet en 1452 ; Moncque-Niewerleet en 1453 ; Monnekenieuwerleet en 1453 ; Moncquiewerlet en 1460 ; Muncq en 1720 ; Mentque-Nieurlet en 1739 ; Munenieurlet en 1793 ; Munequieurlet et Muncq-Nieurlet depuis 1801.
Nieurlet est un ancien hameau de la commune commune attesté sous les formes Niwerlede super Reche en 1145 (Miræus, t. I, p. 392), Newerlede en 1148 (hist. de Clairmarais, pr., n° 13), Nieuwelet en 1294-1297 (ch. d’Art., A. 181, n° 1), Nieuverleet en 1423 (épigr. anc. de Saint-Omer, n° 141), Nieurlet en 1720 (Saugrain, p. 334).

## Histoire
Au XIIe siècle, des moines se sont installés à Muncq-Nieurlet pour assécher les marais. Il ne reste rien de leur monastère.

## Politique et administration

### Découpage territorial
Par arrêté préfectoral du 20 décembre 2016, la commune est détachée le 1er janvier 2017 de l'arrondissement de Saint-Omer pour intégrer l'arrondissement de Calais,.

#### Commune et intercommunalités
La commune est membre de la communauté de communes de la Région d'Audruicq qui regroupe 15 communes et totalise 28 077 habitants en 2021.

#### Circonscriptions administratives
La commune est rattachée au canton de Marck.

#### Circonscriptions électorales
Pour l'élection des députés, la commune fait partie de la sixième circonscription du Pas-de-Calais.

### Élections municipales et communautaires

#### Liste des maires
| Période                                  | Période                    | Identité    | Étiquette | Qualité         |
| ---------------------------------------- | -------------------------- | ----------- | --------- | --------------- |
| Les données manquantes sont à compléter. |                            |             |           |                 |
| 1995                                     | 2020                       | Jean Boidin |           |                 |
| 23 mai 2020                              | En cours (au 15 mars 2020) | Éric Biat   |           | Cadre du privé, |

## Population et société

### Démographie
Les habitants sont appelés les Monchiniverlais.

#### Évolution démographique
L'évolution du nombre d'habitants est connue à travers les recensements de la population effectués dans la commune depuis 1793. Pour les communes de moins de 10 000 habitants, une enquête de recensement portant sur toute la population est réalisée tous les cinq ans, les populations de référence des années intermédiaires étant quant à elles estimées par interpolation ou extrapolation. Pour la commune, le premier recensement exhaustif entrant dans le cadre du nouveau dispositif a été réalisé en 2006.

En 2022, la commune comptait 683 habitants, en évolution de −5,01 % par rapport à 2016 (Pas-de-Calais : −0,72 %, France hors Mayotte : +2,11 %).
| 1793 | 1800 | 1806 | 1821 | 1831 | 1836 | 1841 | 1846 | 1851 |
| ---- | ---- | ---- | ---- | ---- | ---- | ---- | ---- | ---- |
| 320  | 269  | 285  | 330  | 409  | 451  | 447  | 480  | 498  |

| 1856 | 1861 | 1866 | 1872 | 1876 | 1881 | 1886 | 1891 | 1896 |
| ---- | ---- | ---- | ---- | ---- | ---- | ---- | ---- | ---- |
| 497  | 615  | 648  | 572  | 523  | 479  | 487  | 509  | 446  |

| 1901 | 1906 | 1911 | 1921 | 1926 | 1931 | 1936 | 1946 | 1954 |
| ---- | ---- | ---- | ---- | ---- | ---- | ---- | ---- | ---- |
| 458  | 486  | 491  | 431  | 457  | 402  | 400  | 333  | 352  |

| 1962 | 1968 | 1975 | 1982 | 1990 | 1999 | 2006 | 2011 | 2016 |
| ---- | ---- | ---- | ---- | ---- | ---- | ---- | ---- | ---- |
| 350  | 326  | 314  | 357  | 451  | 454  | 587  | 709  | 719  |

| 2021 | 2022 | - | - | - | - | - | - | - |
| ---- | ---- | - | - | - | - | - | - | - |
| 698  | 683  | - | - | - | - | - | - | - |

#### Pyramide des âges
En 2018, le taux de personnes d'un âge inférieur à 30 ans s'élève à 41,8 %, soit au-dessus de la moyenne départementale (36,7 %). À l'inverse, le taux de personnes d'âge supérieur à 60 ans est de 16,0 % la même année, alors qu'il est de 24,9 % au niveau départemental.
En 2018, la commune comptait 359 hommes pour 375 femmes, soit un taux de 51,09 % de femmes, légèrement inférieur au taux départemental (51,50 %).
Les pyramides des âges de la commune et du département s'établissent comme suit.
| Hommes | Classe d’âge | Femmes |
| ------ | ------------ | ------ |
| 0,0    | 90 ou +      | 0,3    |
| 3,6    | 75-89 ans    | 6,0    |
| 11,8   | 60-74 ans    | 10,2   |
| 20,8   | 45-59 ans    | 18,5   |
| 24,5   | 30-44 ans    | 21,0   |
| 20,5   | 15-29 ans    | 16,7   |
| 18,8   | 0-14 ans     | 27,3   |

| Hommes | Classe d’âge | Femmes |
| ------ | ------------ | ------ |
| 0,5    | 90 ou +      | 1,6    |
| 5,6    | 75-89 ans    | 8,9    |
| 16,7   | 60-74 ans    | 18,1   |
| 20,2   | 45-59 ans    | 19,2   |
| 18,9   | 30-44 ans    | 18,1   |
| 18,2   | 15-29 ans    | 16,2   |
| 19,9   | 0-14 ans     | 17,9   |

## Culture locale et patrimoine

### Lieux et monuments
- L'église Saint-Joseph, qui date de 1862.
- Le monument aux morts, surmonté d'une croix latine[40].
- La croix de mission.

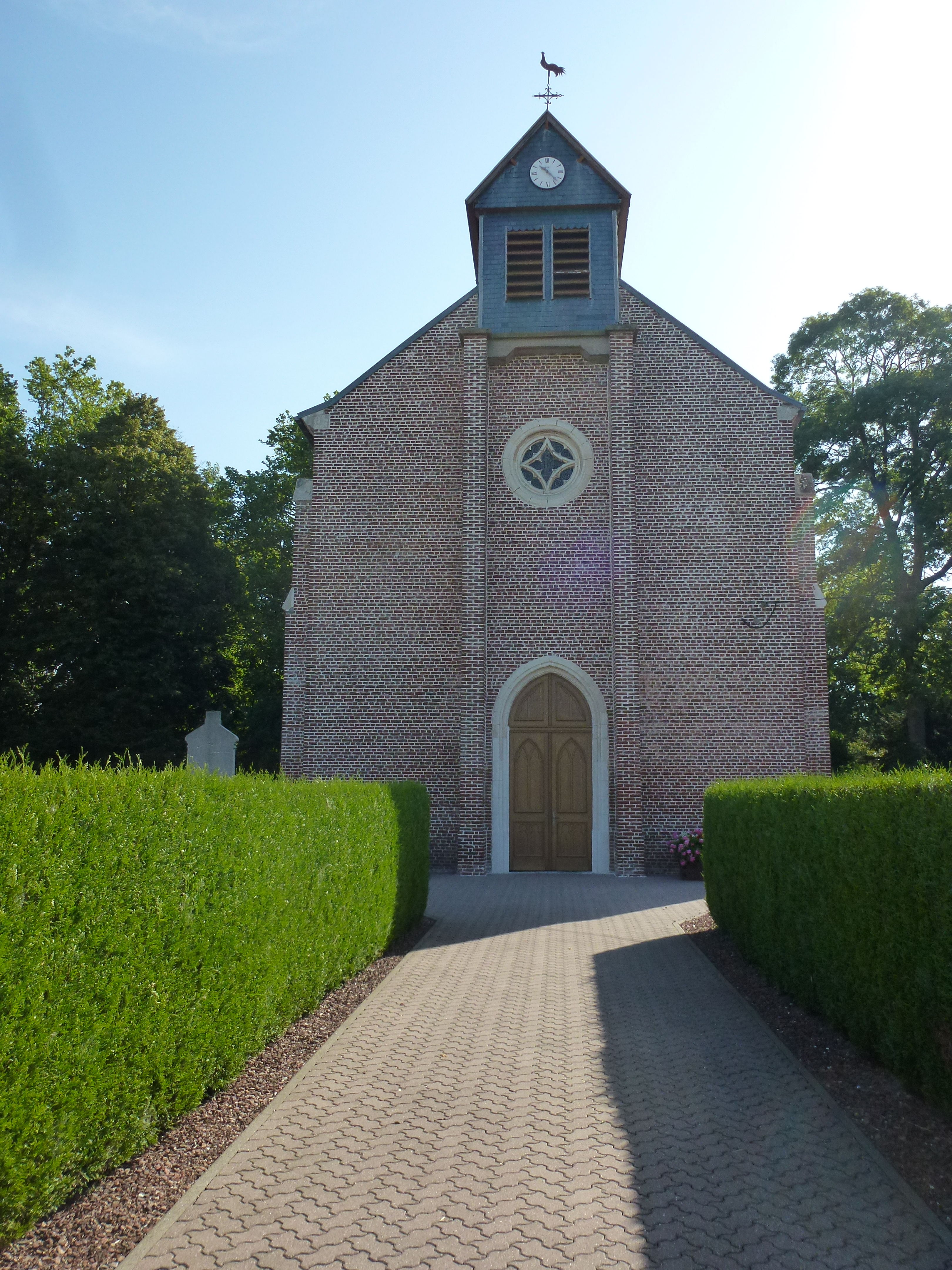
L'église Saint-Joseph.
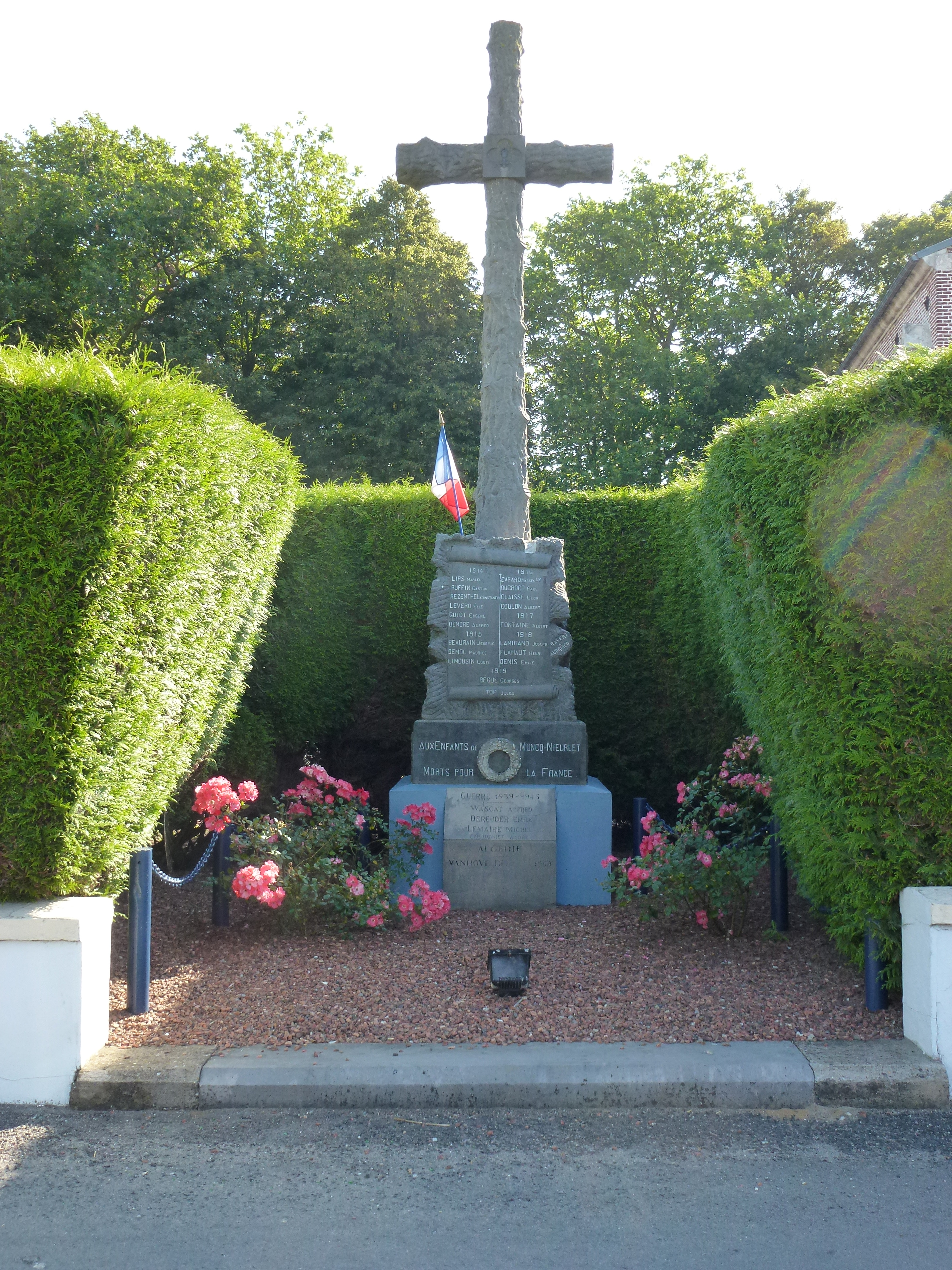
Le monument aux morts.
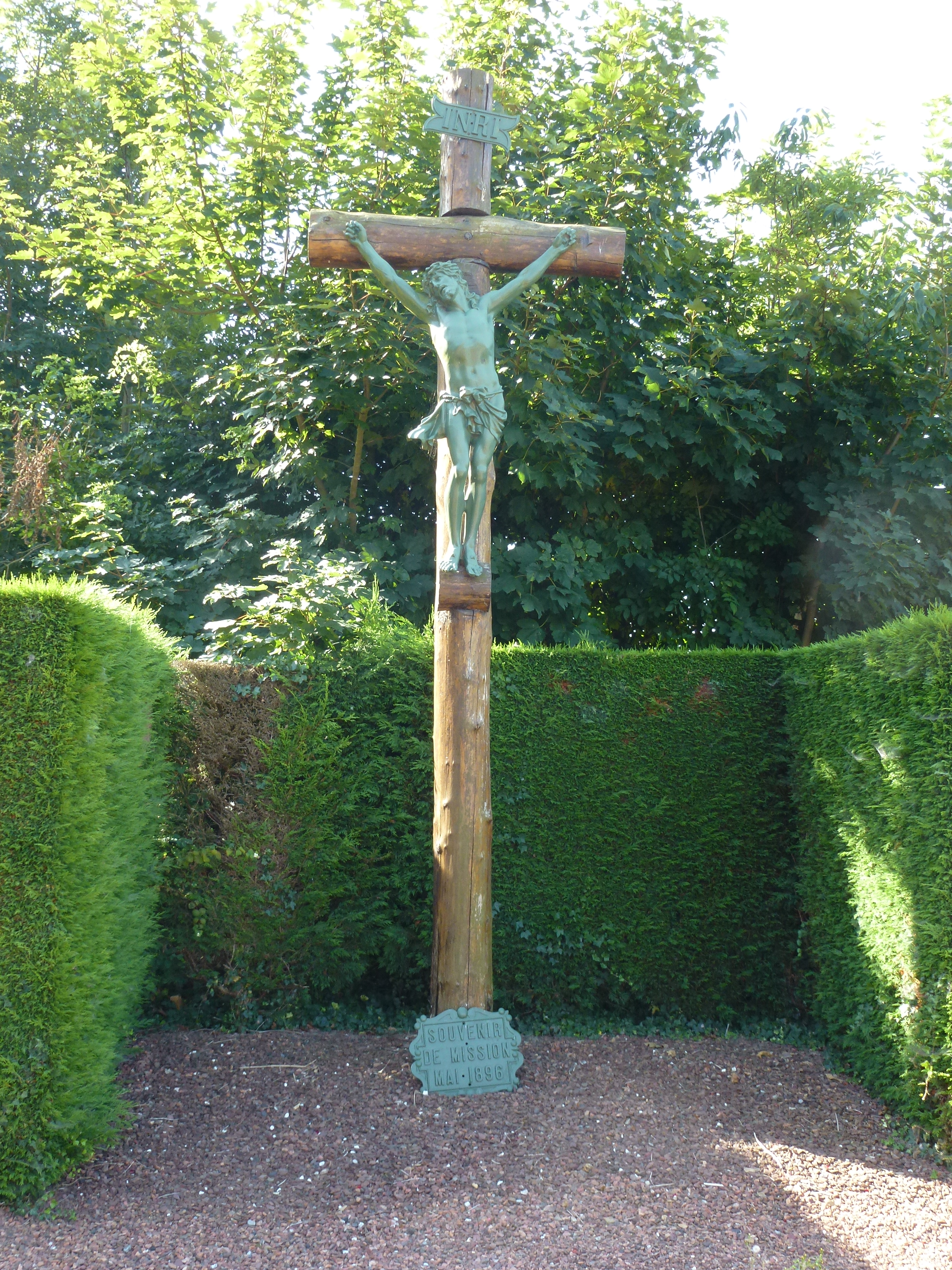
La croix de mission.

### Personnalités liées à la commune
- Joseph Évrard (1889-1974), évêque de Meaux de 1937 à 1942, né dans la commune.

### Héraldique
| Blason de Muncq-Nieurlet | Blason  | D'azur au sautoir engrelé d'argent cantonné au 1er d'une crosse issante d'or, aux 2e et 3e d'un maillet d'argent, au 4e d'un chêne d'or. |
| Blason de Muncq-Nieurlet | Détails | Le statut officiel du blason reste à déterminer.                                                                                         |

## Pour approfondir

#### Bases de données, dictionnaires et encyclopédies
- Ressources relatives à la géographie :   - Insee (communes)
  - Ldh/EHESS/Cassini
- Ressource relative à plusieurs domaines :   - Annuaire du service public français
- Notices d'autorité :   - BnF (données)